# Alfred Gaulier
Alfred-Nicolas Gaulier, né à Paris le 10 novembre 1829 et mort dans cette même ville le 16 janvier 1898, est un journaliste et homme politique français du XIXe siècle.

## Biographie
Alfred est le fils d'un ancien soldat des guerres révolutionnaires et napoléoniennes, le chef d'escadron Jean-Baptiste-Marie Gaulier (1772-1832), officier de la Légion d'honneur et chevalier de Saint-Louis. Fidèle à ce modèle paternel, Alfred se destine tout d'abord à une carrière militaire. Élève du prytanée de La Flèche puis de l'École de Saint-Cyr, dont il sort en 1848, il est sous-lieutenant au 49e puis au 53e régiment d'infanterie de ligne. Ouvertement hostile au coup d'État du 2 décembre 1851, il démissionne de l'armée le 1er octobre 1854. Gaulier devient ainsi un opposant au régime impérial.
Reconverti dans le journalisme, il collabore à L'Intérêt public, à L’Électeur libre (dont il est secrétaire de rédaction), au Journal des actionnaires et au Temps. En octobre 1867, à la suite d'un virulent article paru dans le Journal des actionnaires, il est jugé coupable d'« excitation à la haine et au mépris du gouvernement » et, par conséquent, condamné à un mois de prison et 500 francs d'amende (peine confirmée en appel).
En mai 1871, Gaulier est le rédacteur en chef de La Discussion puis d'un titre éphémère, La Politique, dont il est le propriétaire et qui adopte le positionnement politique de la Ligue d'union républicaine des droits de Paris. La même année, il entre au Rappel, où il remplace Camille Pelletan au poste de rédacteur parlementaire. Il collabore également à La République française.
Le 8 février 1886, le célèbre polémiste Henri Rochefort démissionne de son siège à la Chambre des députés, ce qui entraîne une élection législative partielle le 2 mai. En vue de cette échéance, les représentants de la presse radicale-socialiste (L’Électeur républicain, Le XIXe siècle, La Justice, La Lanterne, La Nation, Le Radical, Le Rappel et La République radicale) se réunissent le 22 avril et adoptent, au second tour de scrutin, la candidature d'Alfred Gaulier. L'Intransigeant de Rochefort patronne quant à lui la candidature du socialiste Ernest Roche. Le programme radical-socialiste signé par Gaulier comprend notamment l'instauration de l'impôt progressif sur le revenu, la séparation des Églises et de l’État, l'élection des magistrats, la réduction de la journée de travail, et l'établissement de caisses de retraite. Le 2 mai, Gaulier est élu dès le premier tour, ayant obtenu 146 060 voix, devant Roche (100 820 voix), le socialiste Soubrié (5 602), Pasteur, dont la candidature avait été proposée puis finalement retirée par Francis Magnard du Figaro  (1 841), le monarchiste Hervé (1 793), l'homme de lettres républicain nationaliste Déroulède (1 404) ainsi qu'une dizaine de candidats ayant obtenu entre 50 et 654 suffrages. Pendant la campagne, L'Intransigeant et Le Cri du Peuple ont durement attaqué Gaulier, polémiquant sur les circonstances de son départ de l'armée ainsi que sur une dette de 1 800 francs qu'avait eu le jeune sous-lieutenant. Lors de la vérification des pouvoirs du député nouvellement élu, le général Boulanger, alors ministre de la Guerre, prend la défense de Gaulier, dont l'élection est validée.
Comptant initialement reprendre la place de Rochefort au sein du groupe de l'extrême gauche, Gaulier rejoint finalement celui de la Gauche radicale. Il vote généralement comme les autres radicaux. S'il prend part au congrès républicain antiboulangiste du 6 janvier 1889, il refuse cependant de voter les poursuites contre Boulanger et contre trois députés membres de la Ligue des patriotes.
Il n'est pas réélu lors des élections législatives de 1889 : candidat dans la deuxième circonscription de Versailles, il n'a obtenu que 1 003 voix, derrière l'opportuniste Ferdinand Dreyfus (2 361 voix) et le boulangiste Gauthier de Clagny, qui a été élu au premier tour avec 5 677 suffrages.
Malade depuis plusieurs années, Alfred Gaulier meurt le 16 janvier 1898 en son domicile de la villa des Ternes. À l'issue de ses obsèques civiles, auxquelles assistent notamment le président de la Chambre Henri Brisson, le représentant de l'Association des journalistes parisiens Jean Destrem, et l'homme de lettres Charles Frémine, sa dépouille est incinérée au crématorium du Père-Lachaise.
Époux de Claude-Céline Gagné, Alfred Gaulier est le père d’Étienne Gaulier, licencié en droit, attaché au cabinet du ministre de l'Intérieur Charles Floquet en 1888.

## Sources bibliographiques
- Arlette Schweitz (dir.), Les Parlementaires de la Seine sous la Troisième République, t. I (dictionnaire biographique), Paris, Sorbonne, 2001, p. 272-273.
- « Alfred Gaulier », dans Adolphe Robert et Gaston Cougny, Dictionnaire des parlementaires français, Edgar Bourloton, 1889-1891 [détail de l’édition]